# Biserica „Sfântul Nicolae” din Daneș

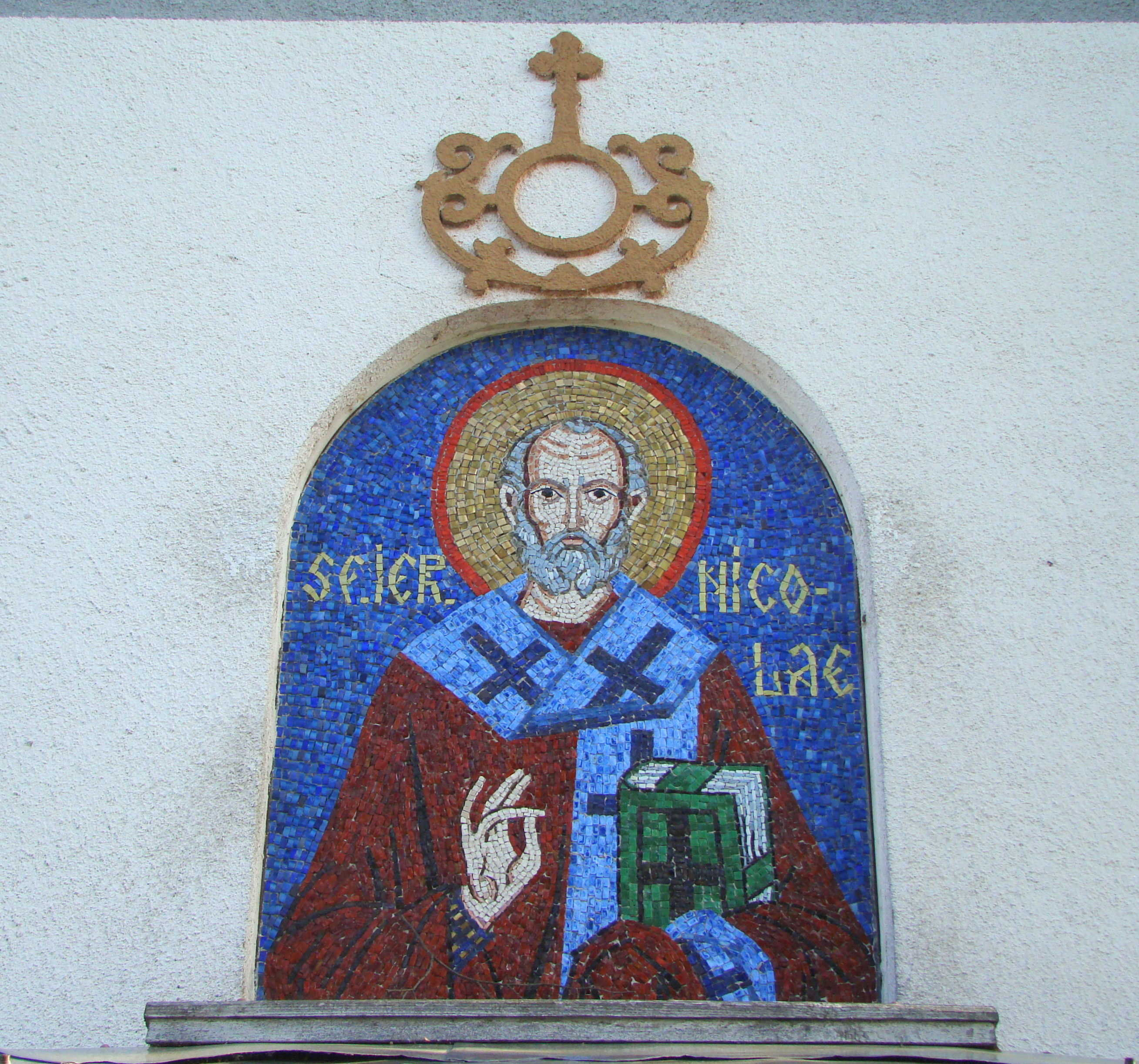
Icoana de hram

Biserica „Sfântul Nicolae” din Daneș este un monument istoric aflat pe teritoriul satului Daneș, comuna Daneș. În Repertoriul Arheologic Național, monumentul apare cu codul 116509.04.

## Localitatea
Daneș (în dialectul săsesc Dunesdref, în germană Dunesdorf, Dansdorf, în maghiară Dános) este satul de reședință al comunei cu același nume din județul Mureș, Transilvania, România. Satul a fost atestat documentar în anul 1343 cu numele de Danus.

## Istoric și trăsături
Biserica cu hramul „Sfântul Ierarh Nicolae” este așezată pe deal, în partea de sud a localității Daneș, în afara șirului de case. Este construită din piatră și cărămidă, acoperită cu țiglă, are o lungime de 20 m și lățimea de 8 m. Are formă de cruce treflată, specific stilului arhitectonic neobizantin. În interiorul bisericii a existat o pictură în frescă, din care se mai păstrează o parte doar în altar. În decursul anilor, biserica a fost reparată de mai multe ori, a fost legată cu șine groase de fier, deoarece prezenta numeroase fisuri, care puneau în pericol existența ei.
Între anii 1982-1984, în timpul păstoririi preotului Vichente Dăngulea, s-au efectuat ample lucrări de reparații și consolidare (tencuieli interioare și exterioare, înlocuirea acoperișului), pardoseli cu plăci de marmură, mobilier nou sculptat în lemn de stejar. Pictura nouă, în tehnica frescă, a fost realizată de pictorul Radu Mărculescu din București, între anii 1987-1989. Iconostasul și mobilierul din biserică au fost realizate de profesorul Alexandru Huțanu din Bacău între anii 1984-1986. Pictura iconostasului a fost executată de profesorul Nicolae Stoica din București. Biserica a fost sfințită la data de 10 iunie 1990, de către Înaltpreasfințitul Părinte Arhiepiscop Andrei al Alba Iuliei. Pisania din tinda bisericii amintește date din istoria construirii și sfințirii bisericii parohiale din Daneș.
Printre obiectele de patrimoniu se numără un candelabru adus din America și donat de dănășenii care au emigrat peste ocean și un epitaf de la 1865.
Biserica veche fiind neîncăpătoare s-a hotărât construirea unui așezământ nou, care să satisfacă necesitățile credincioșilor din parohia Daneș. Noua biserică, de mari dimensiuni, are hramul Sfânta Treime.

## Imagini

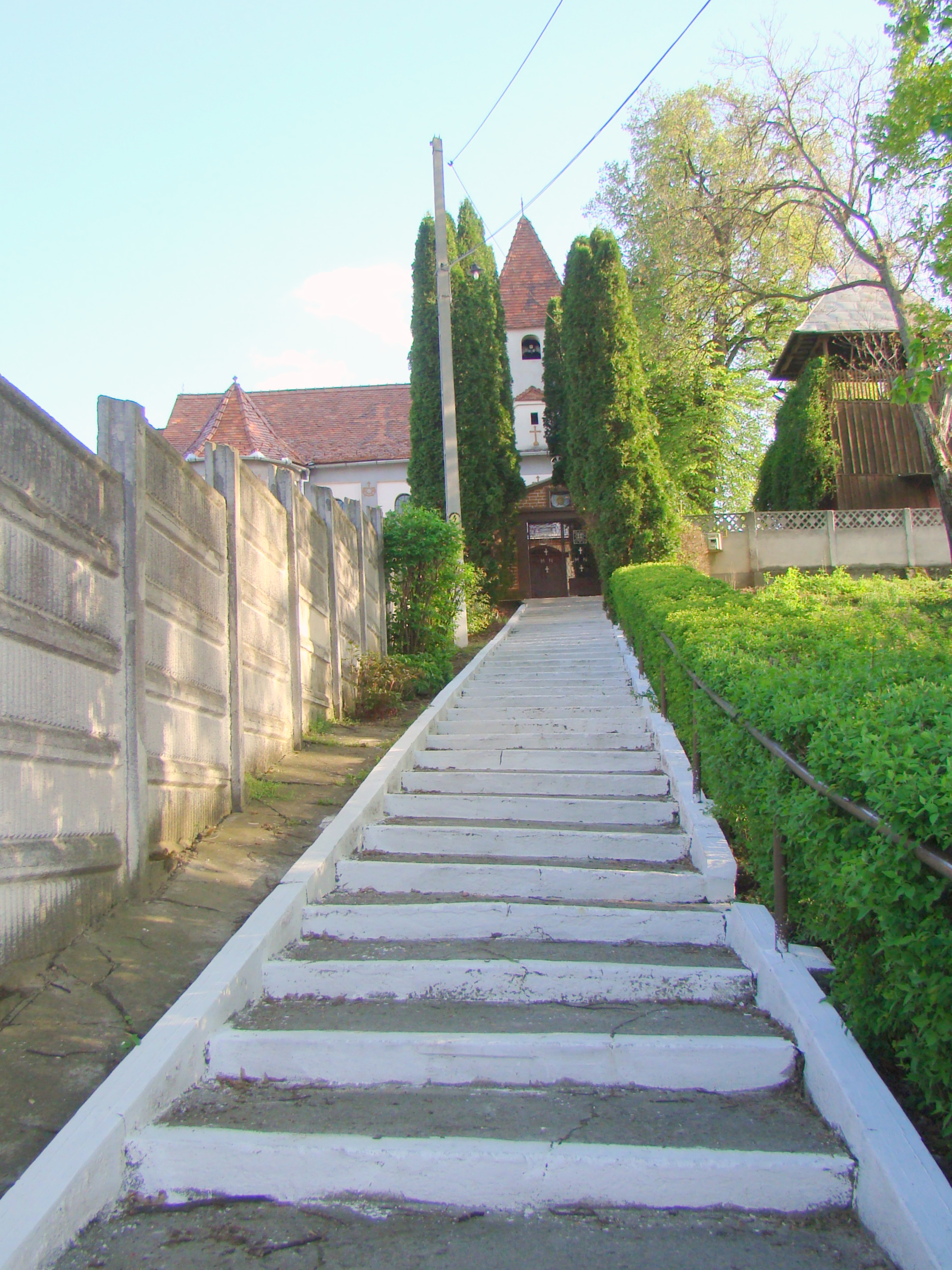
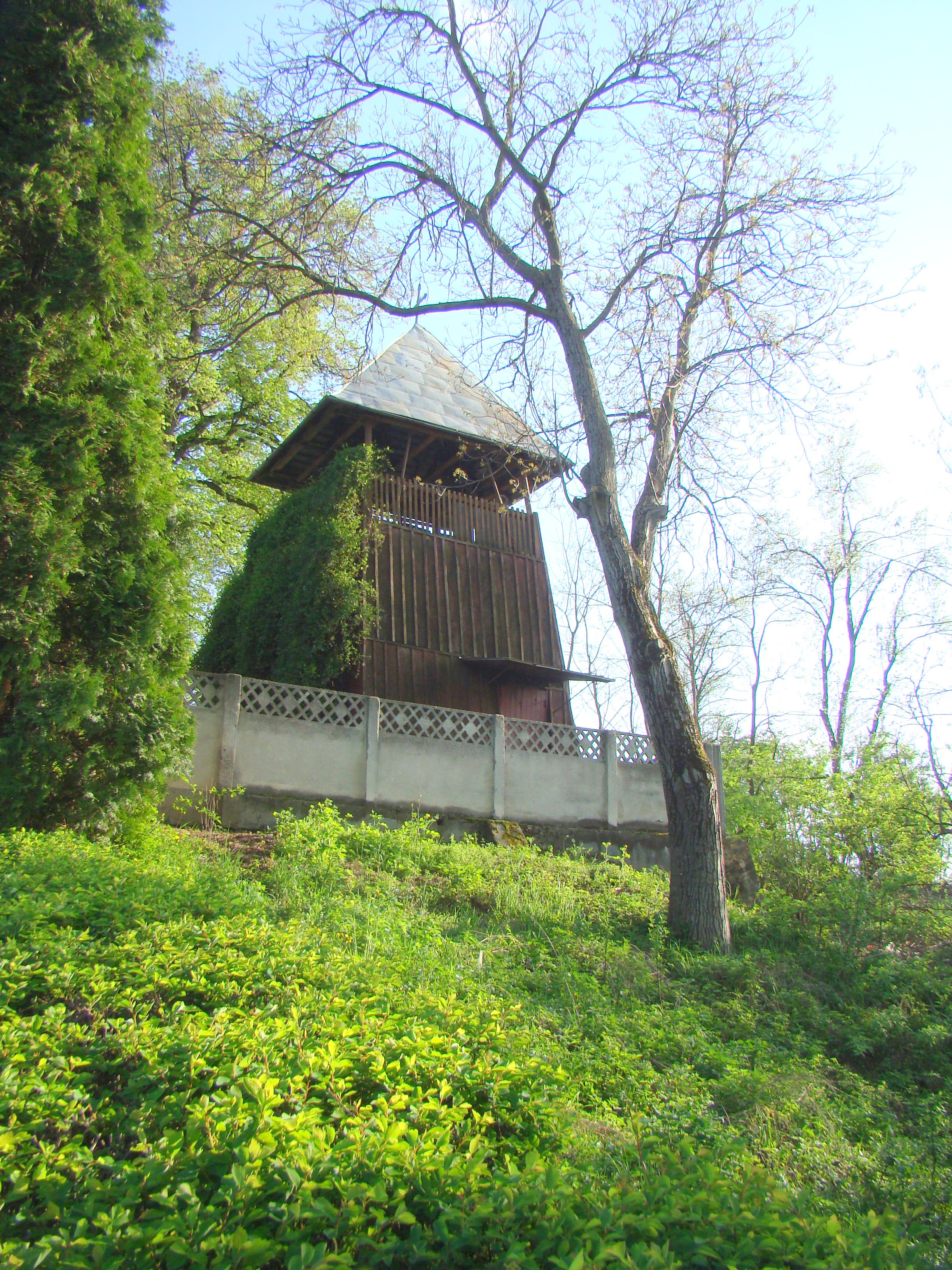
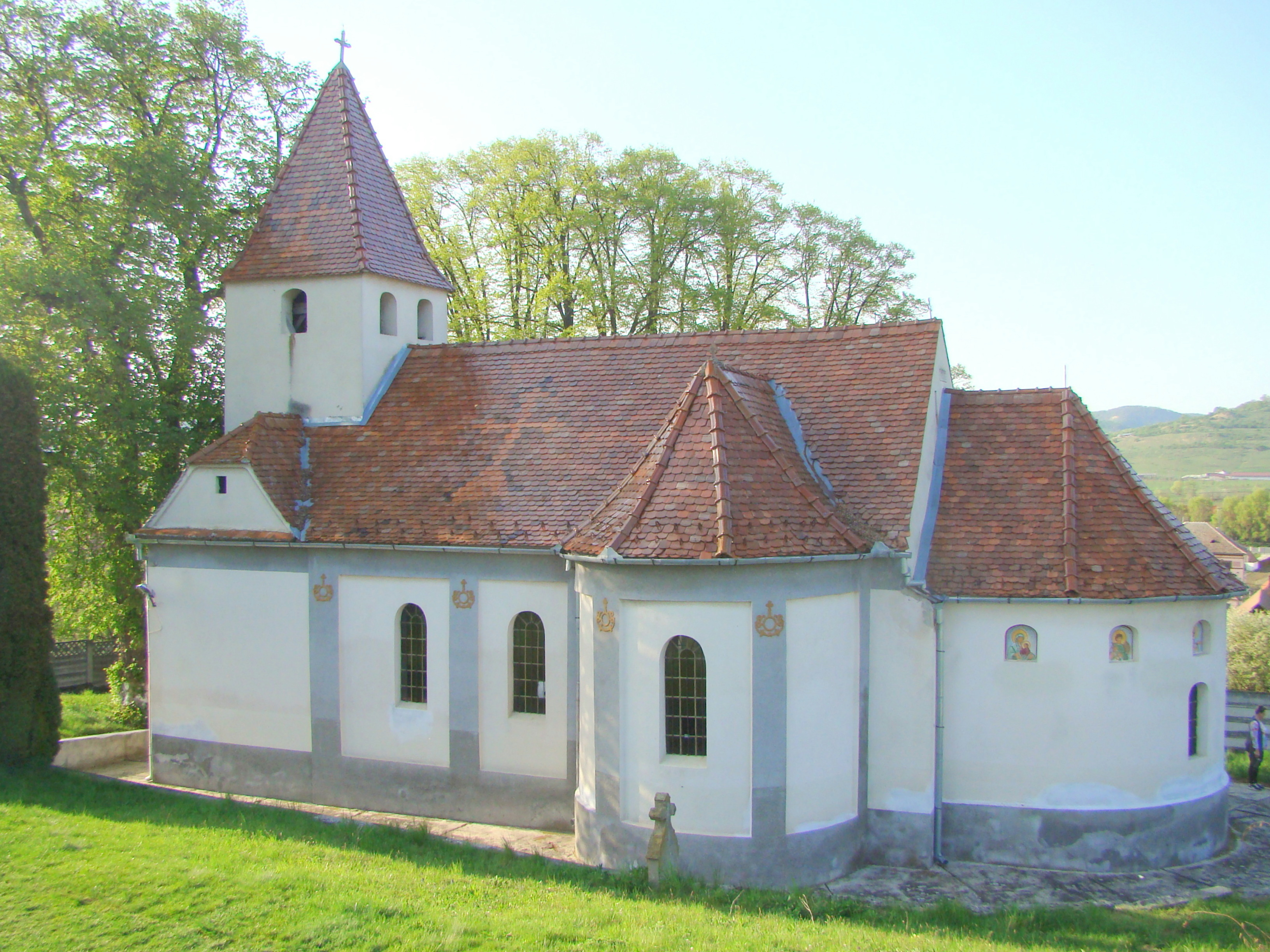
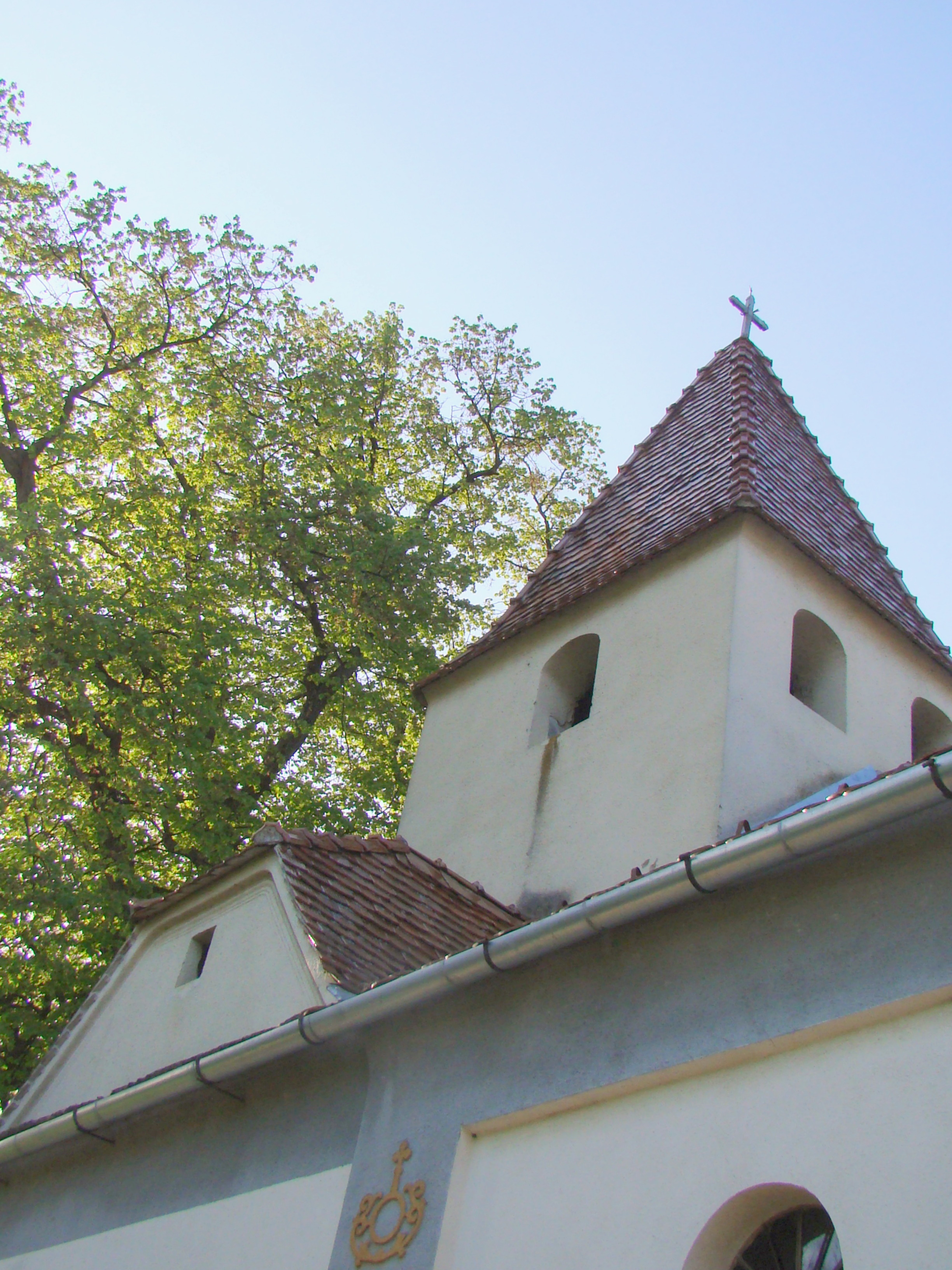
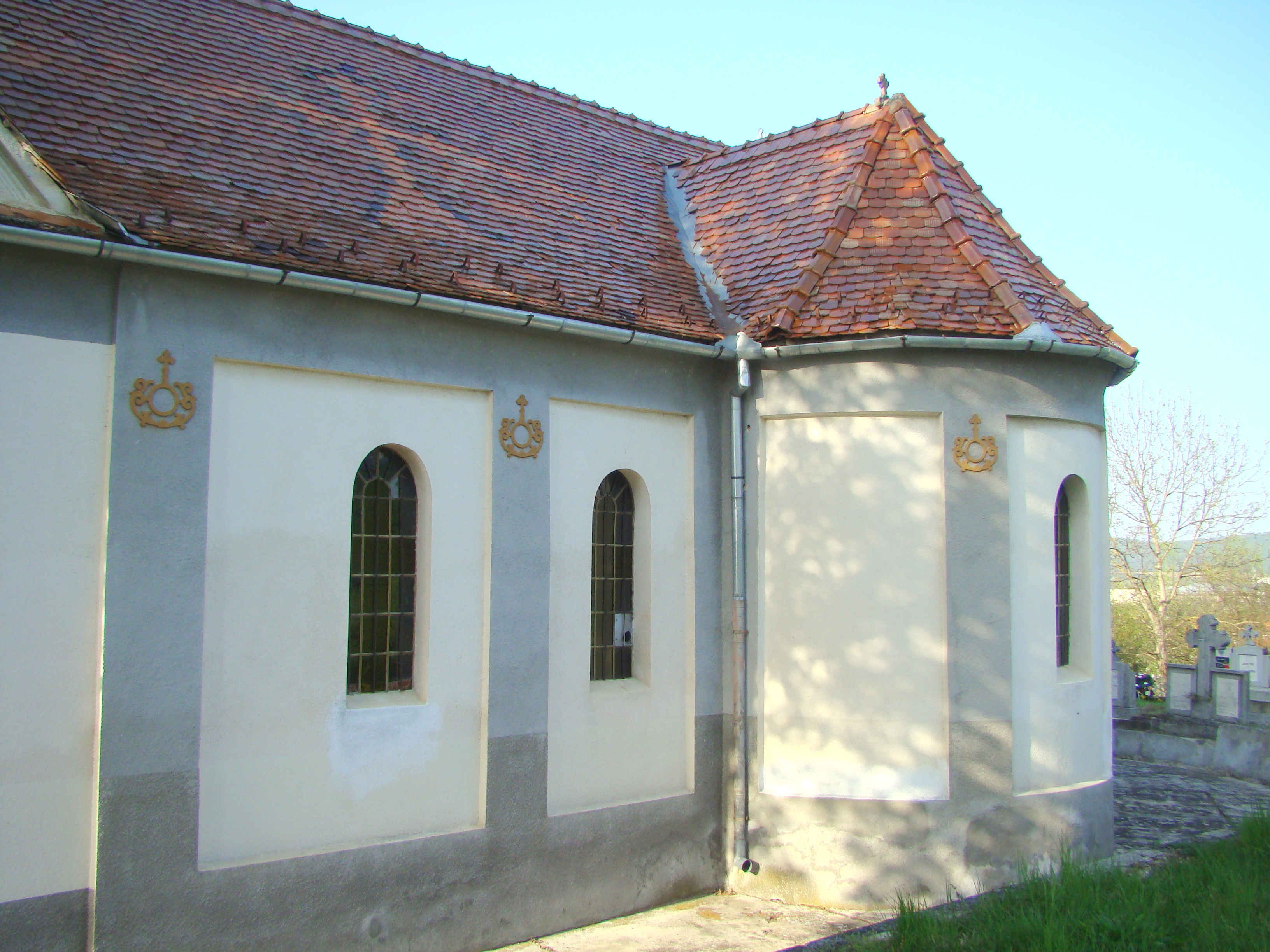
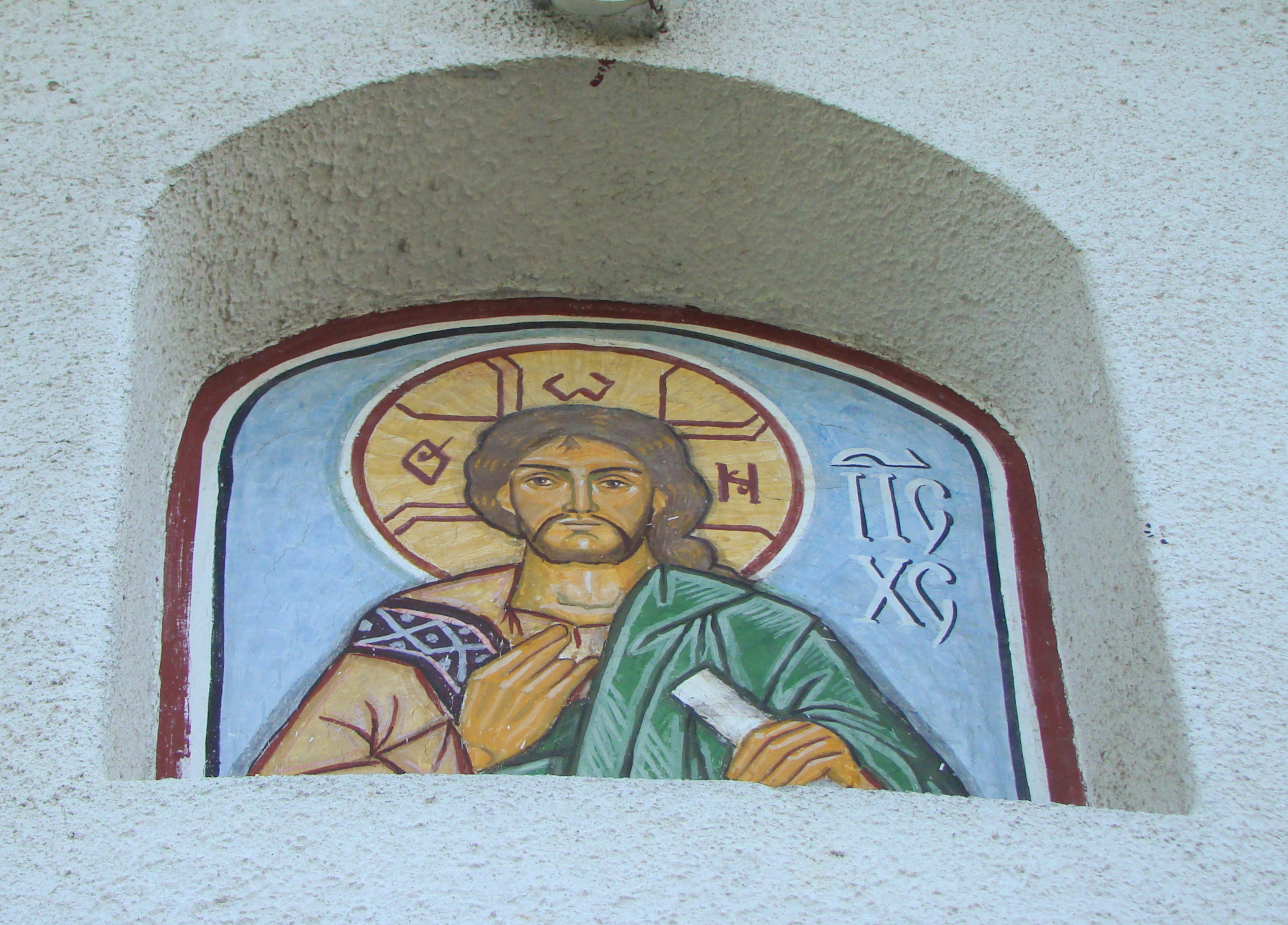
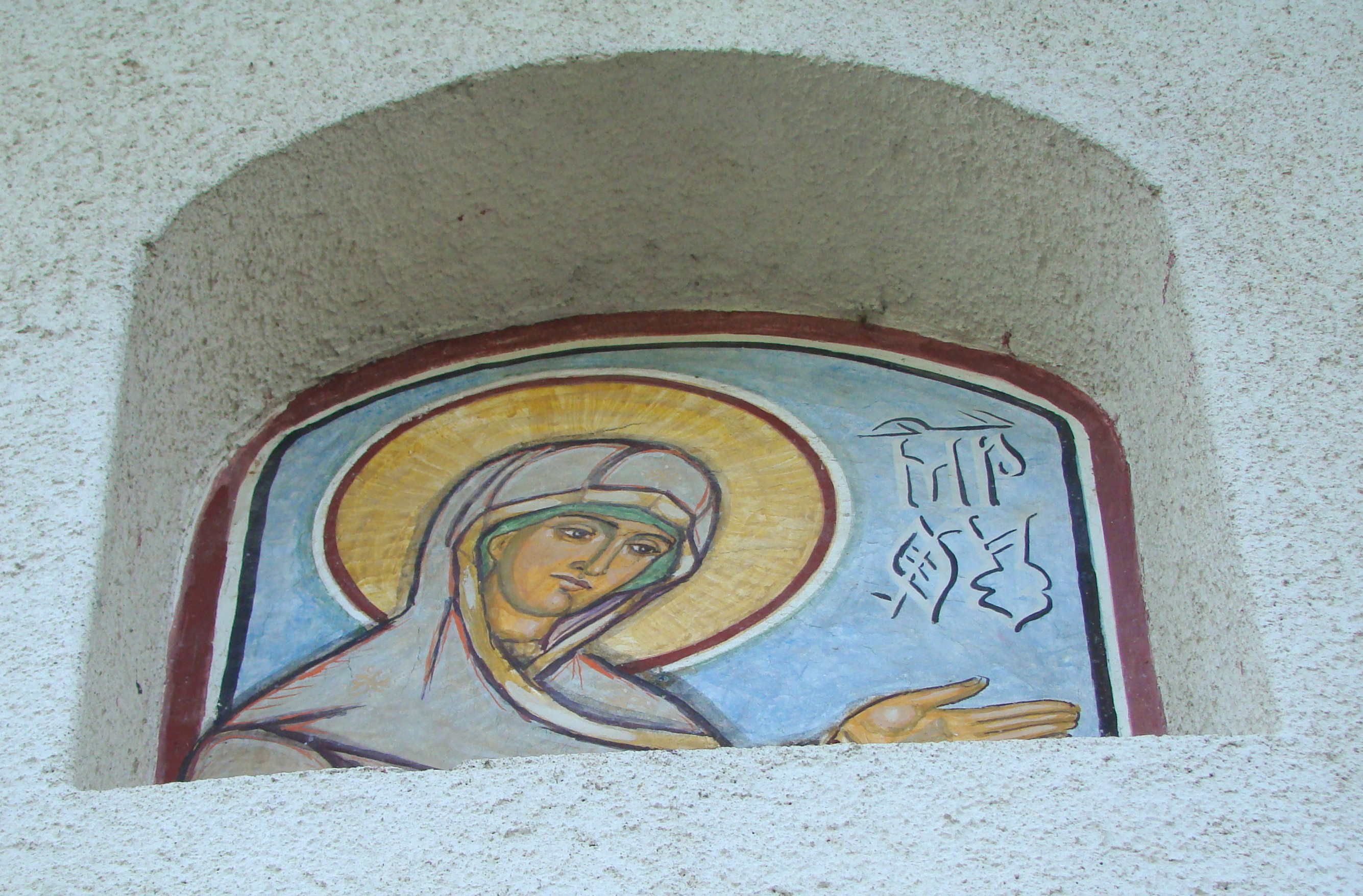
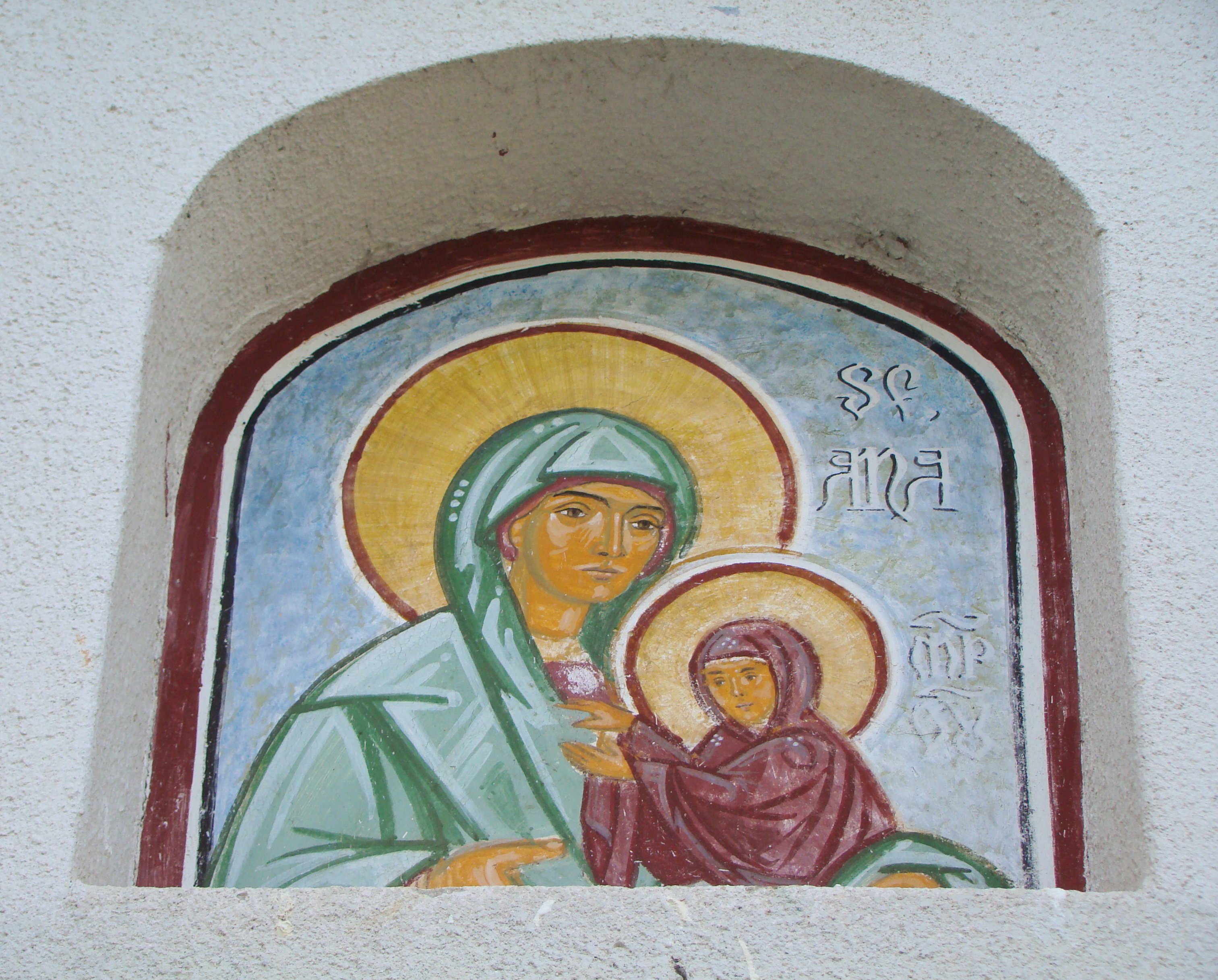
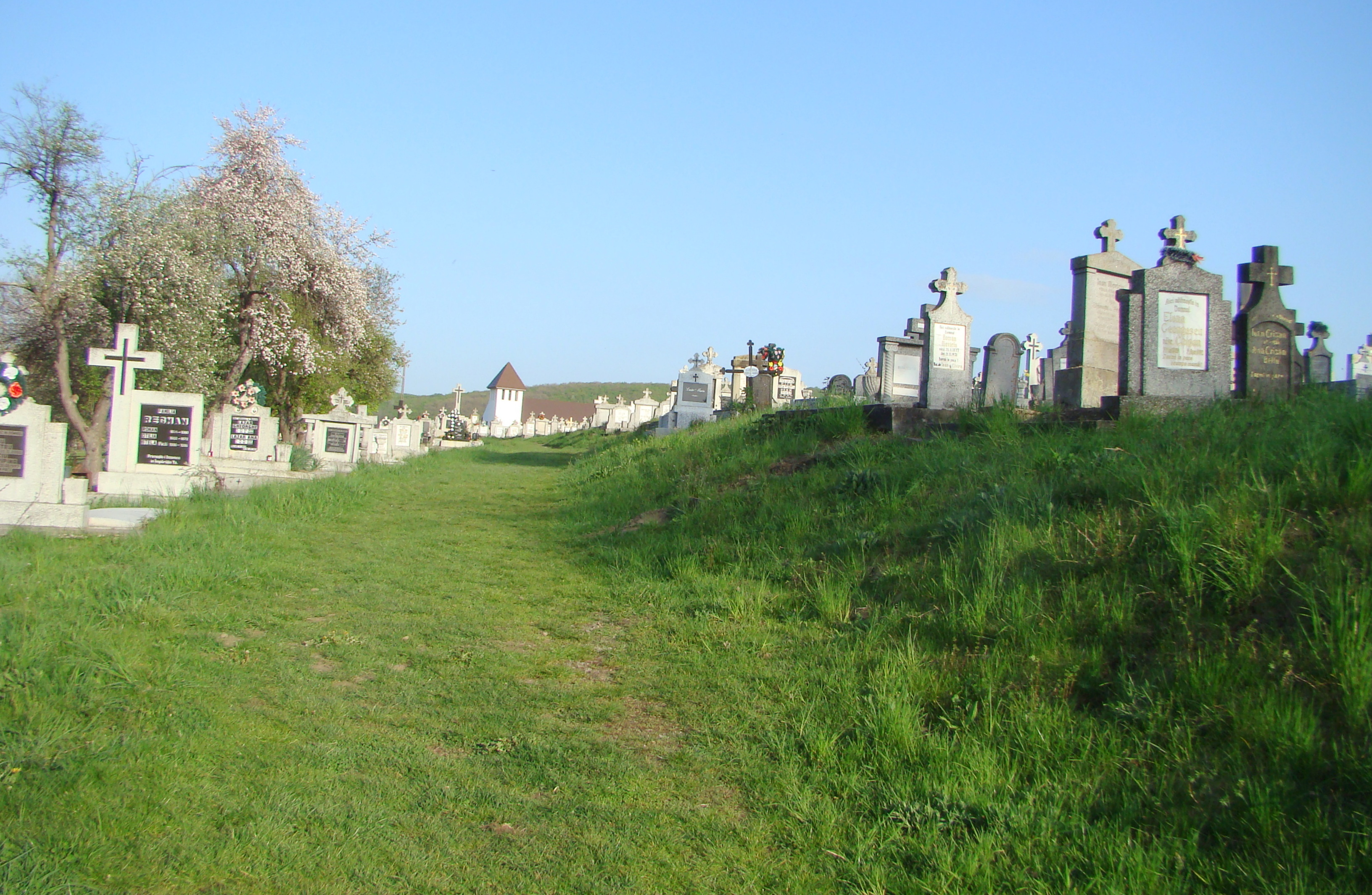
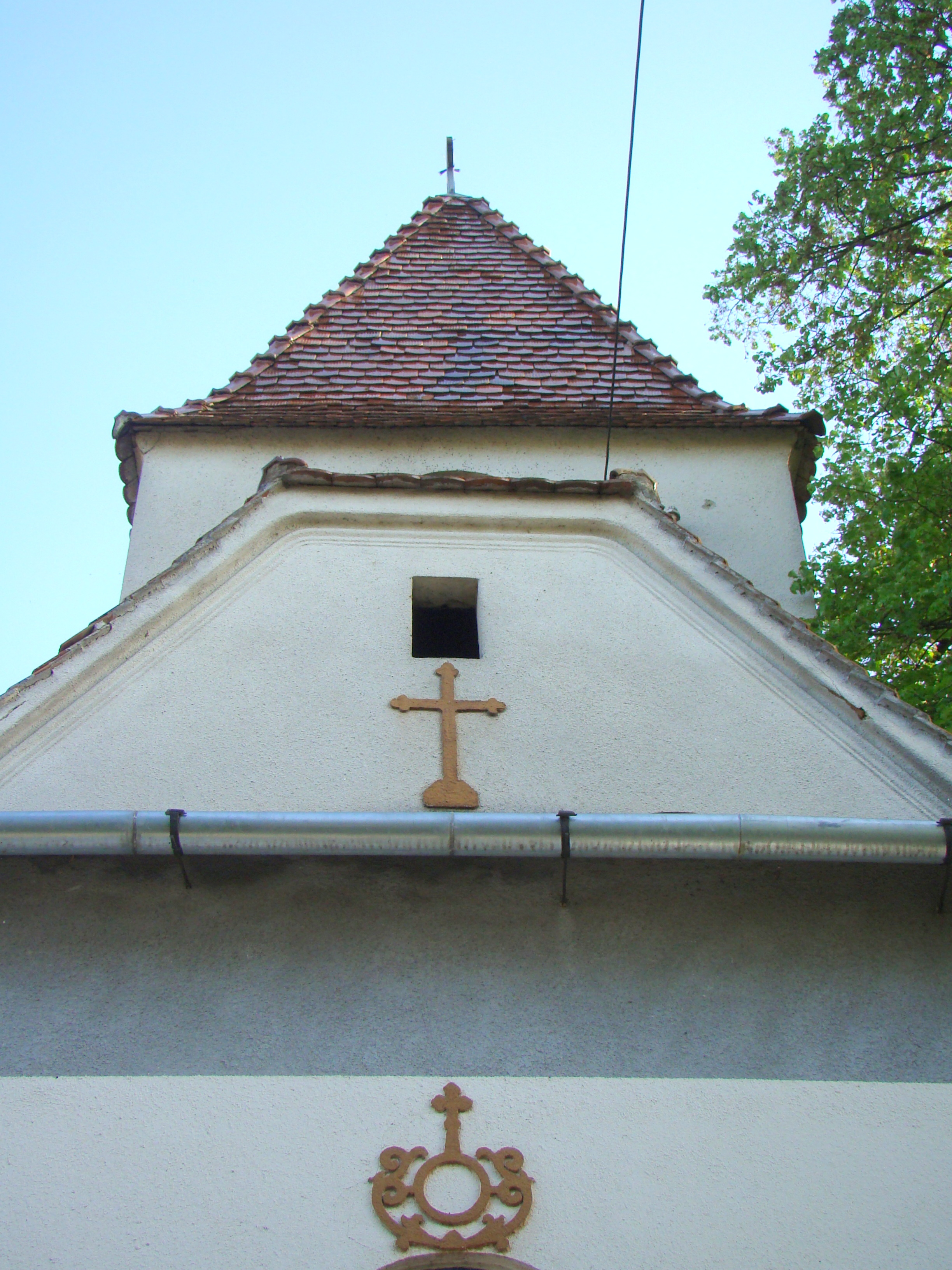
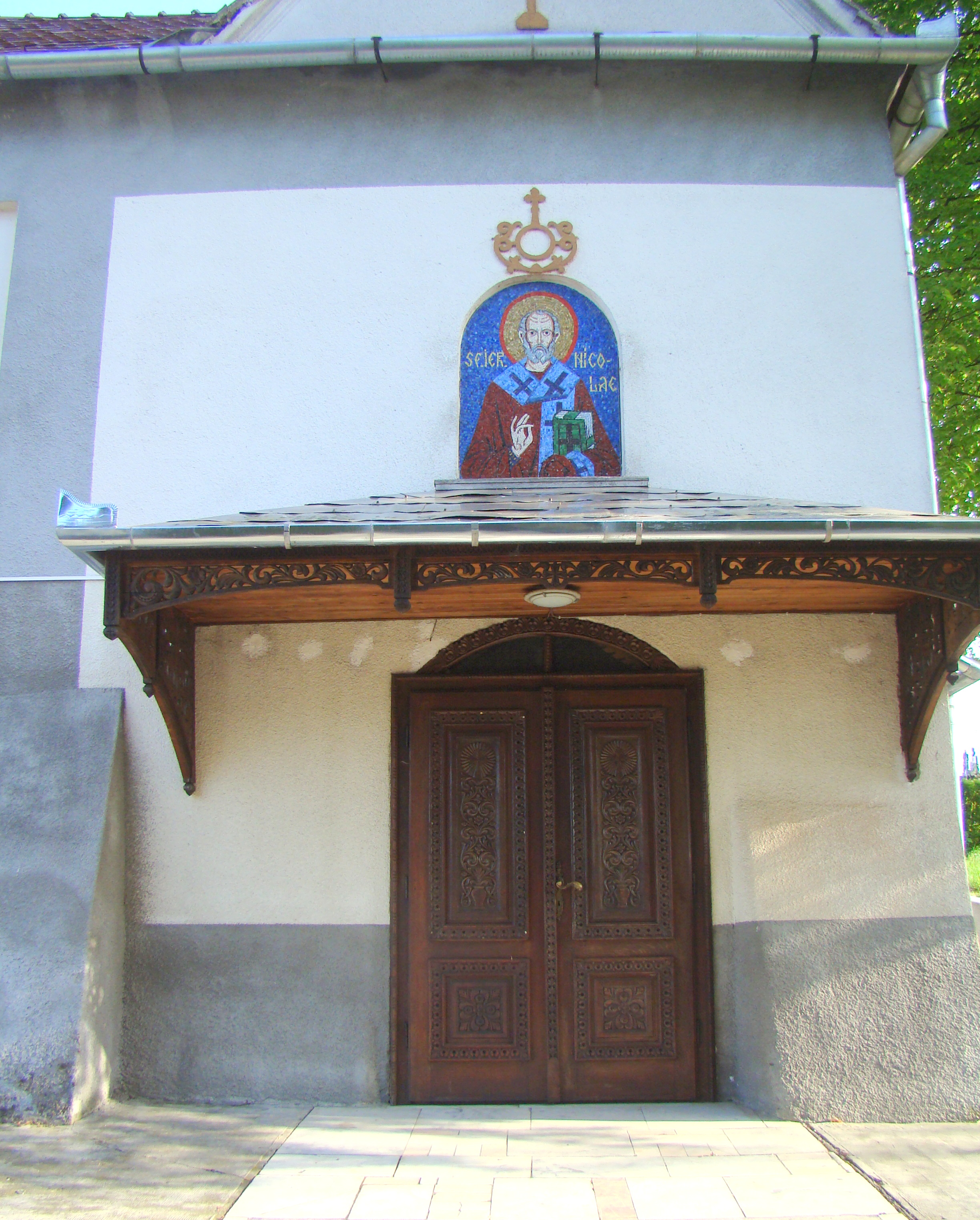
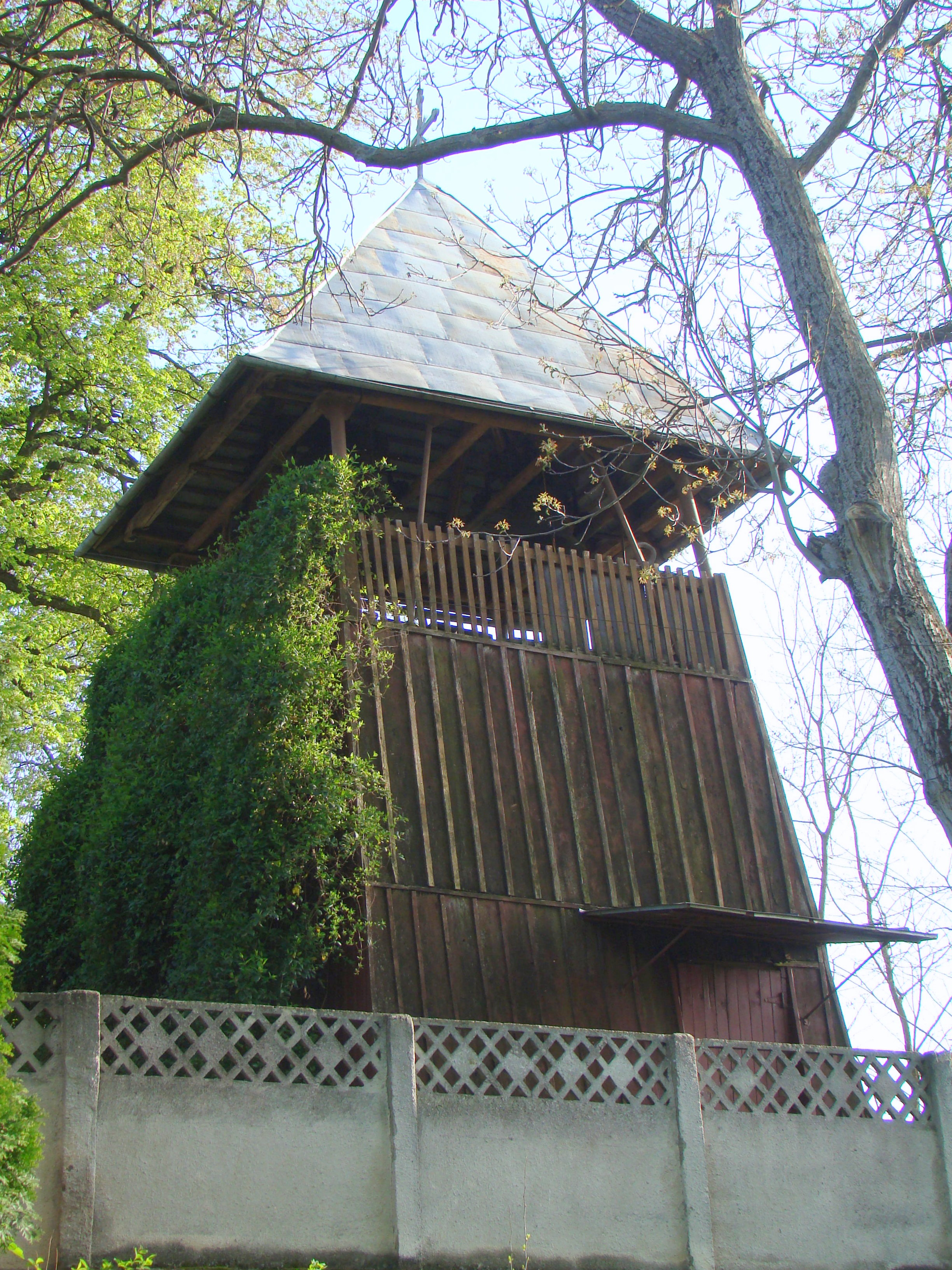
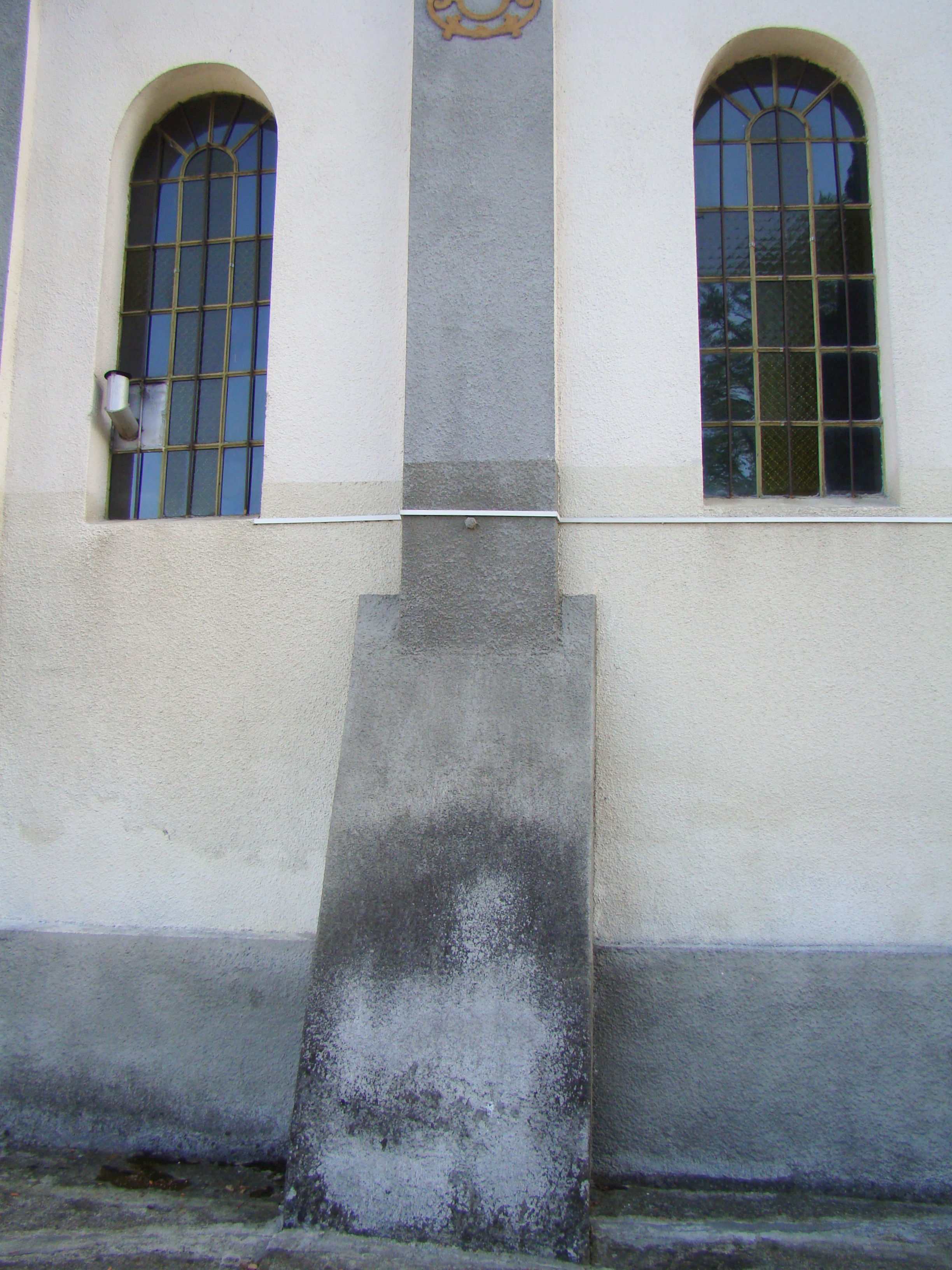
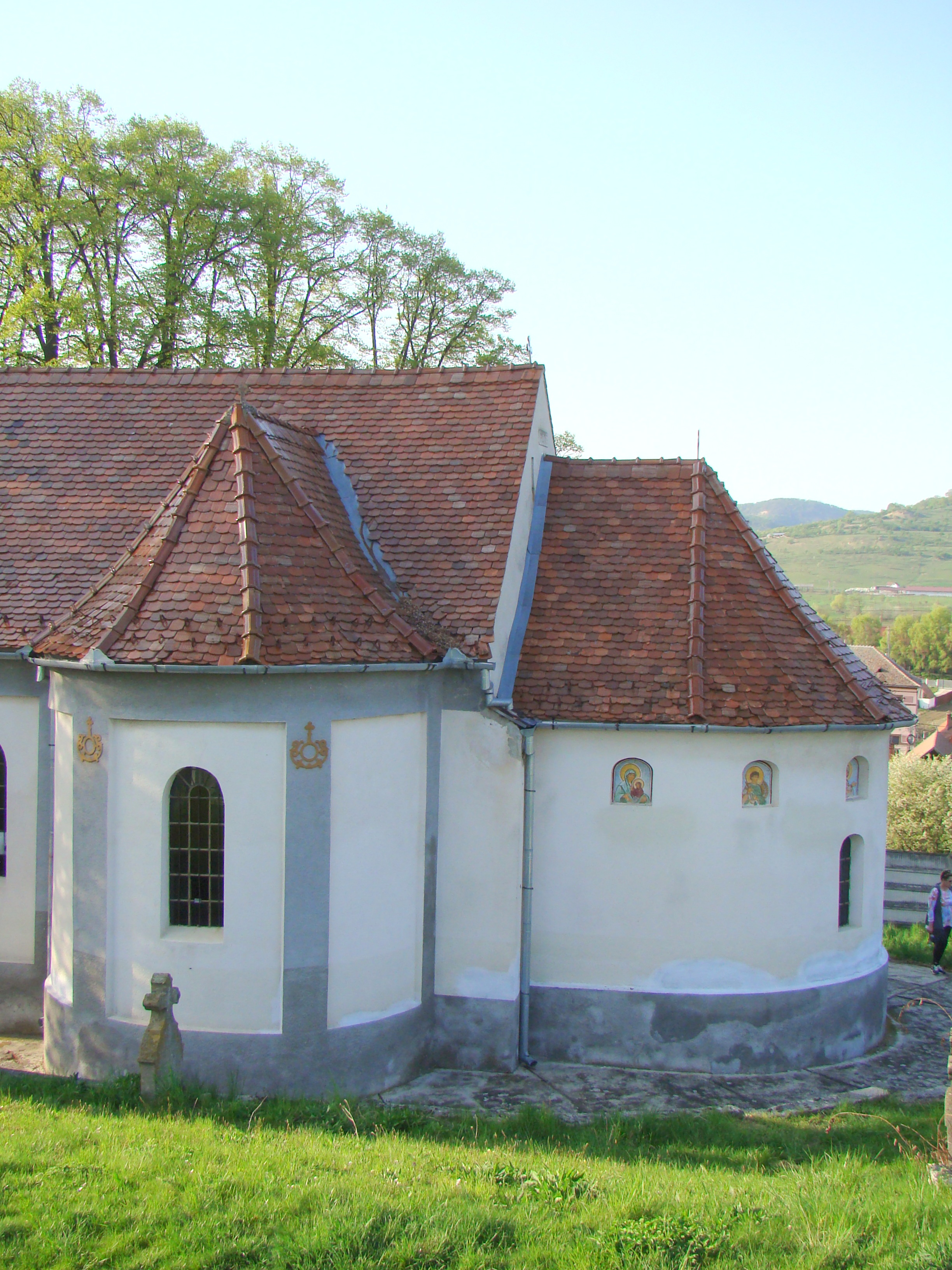
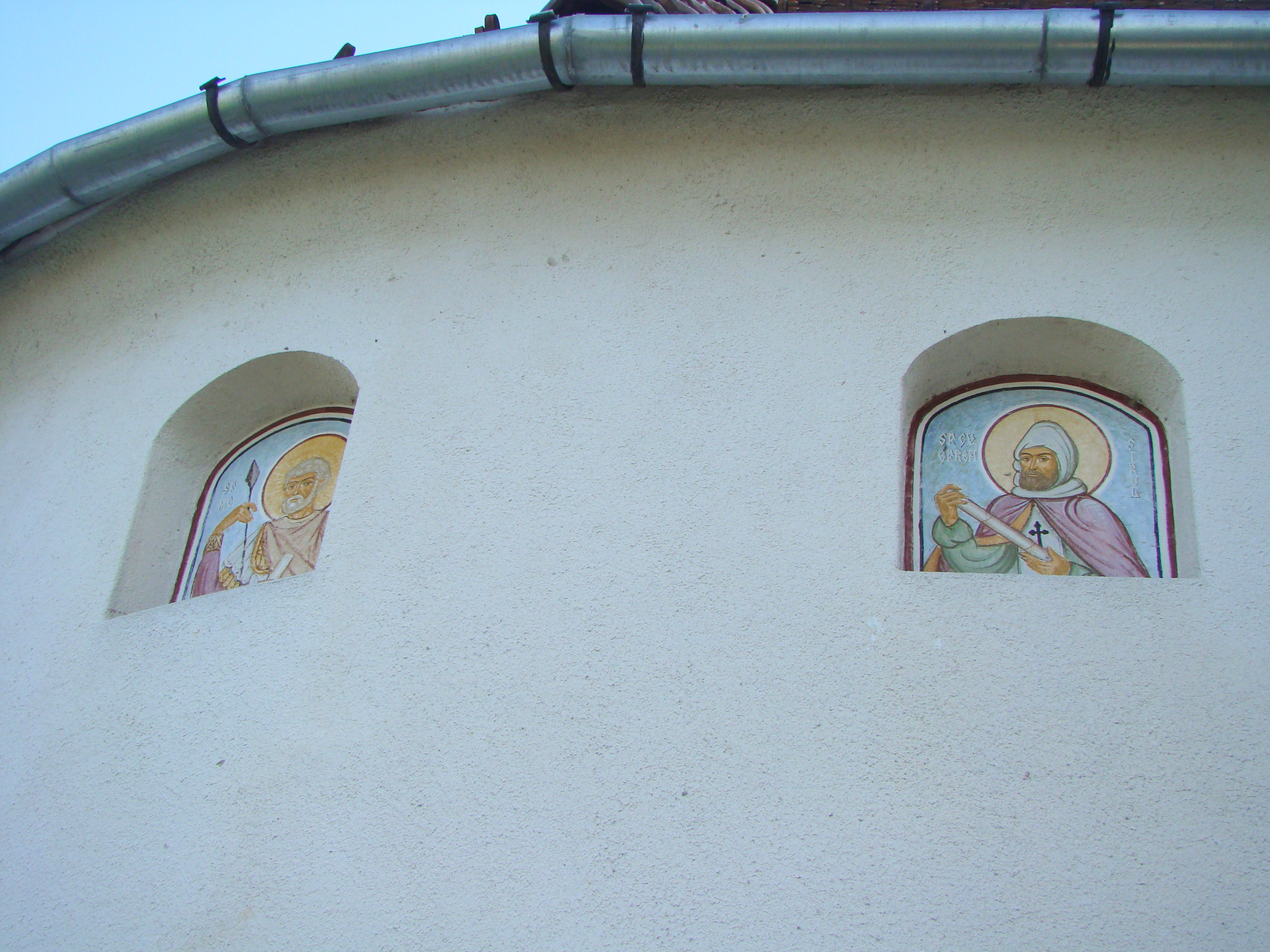
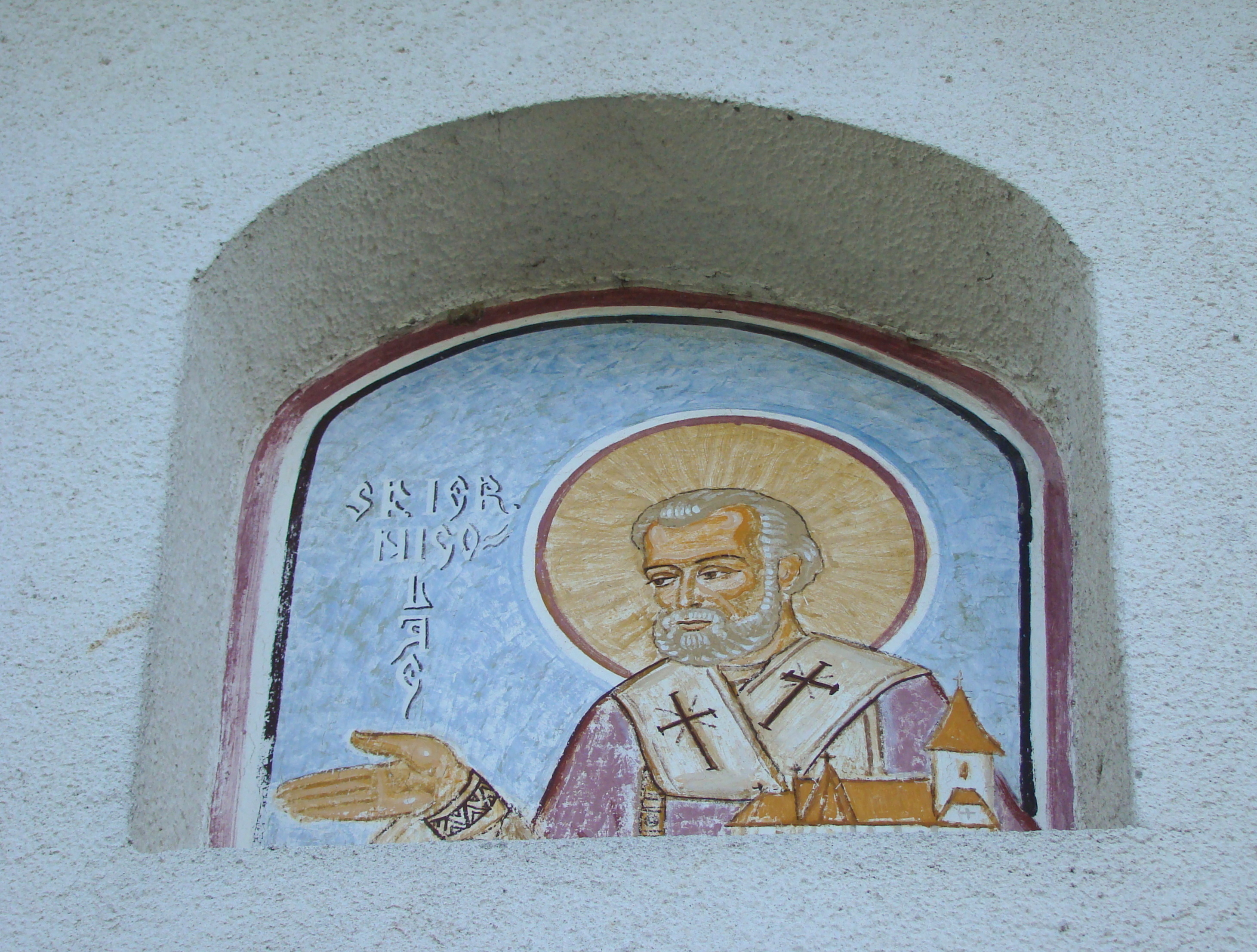
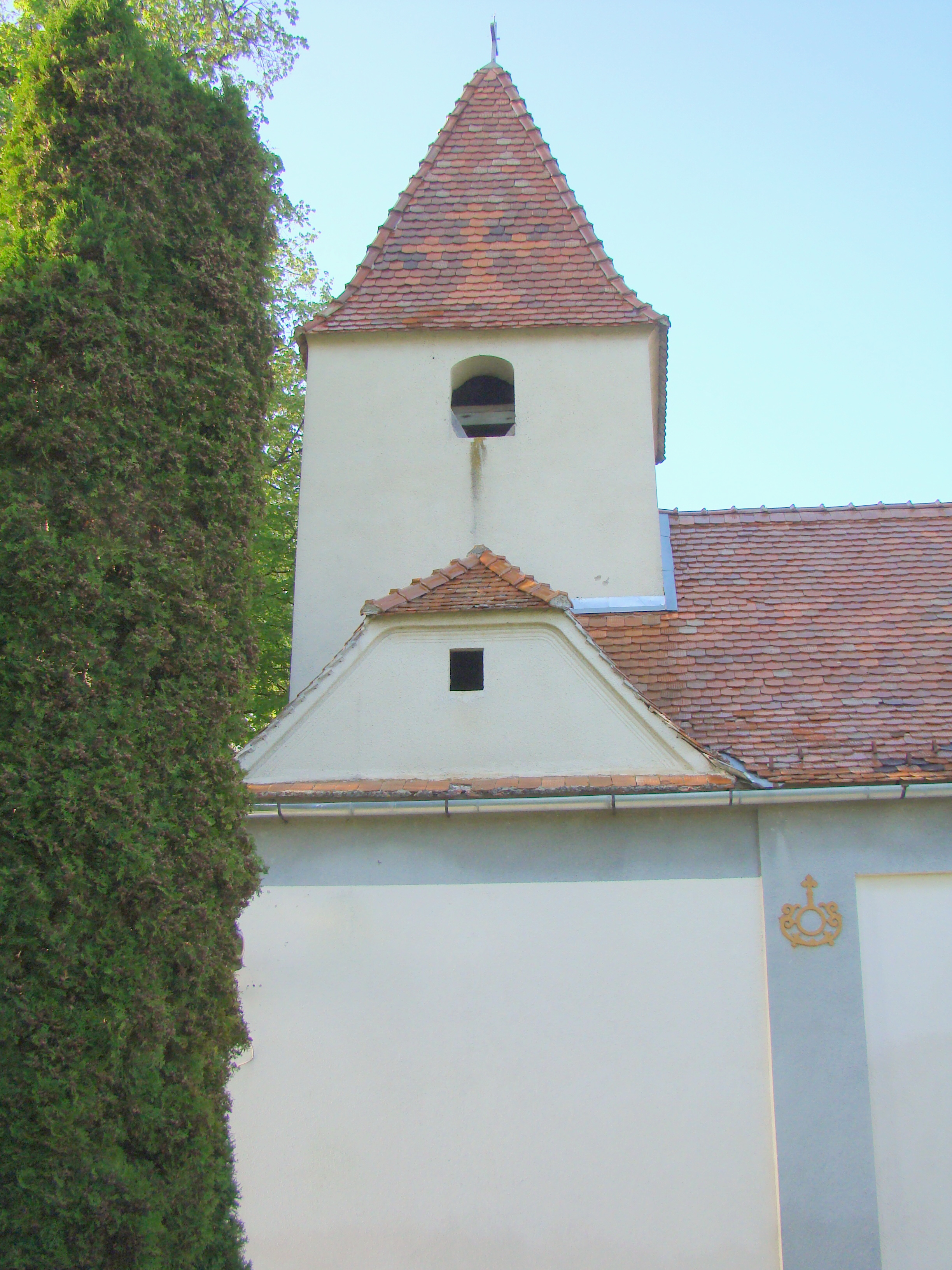
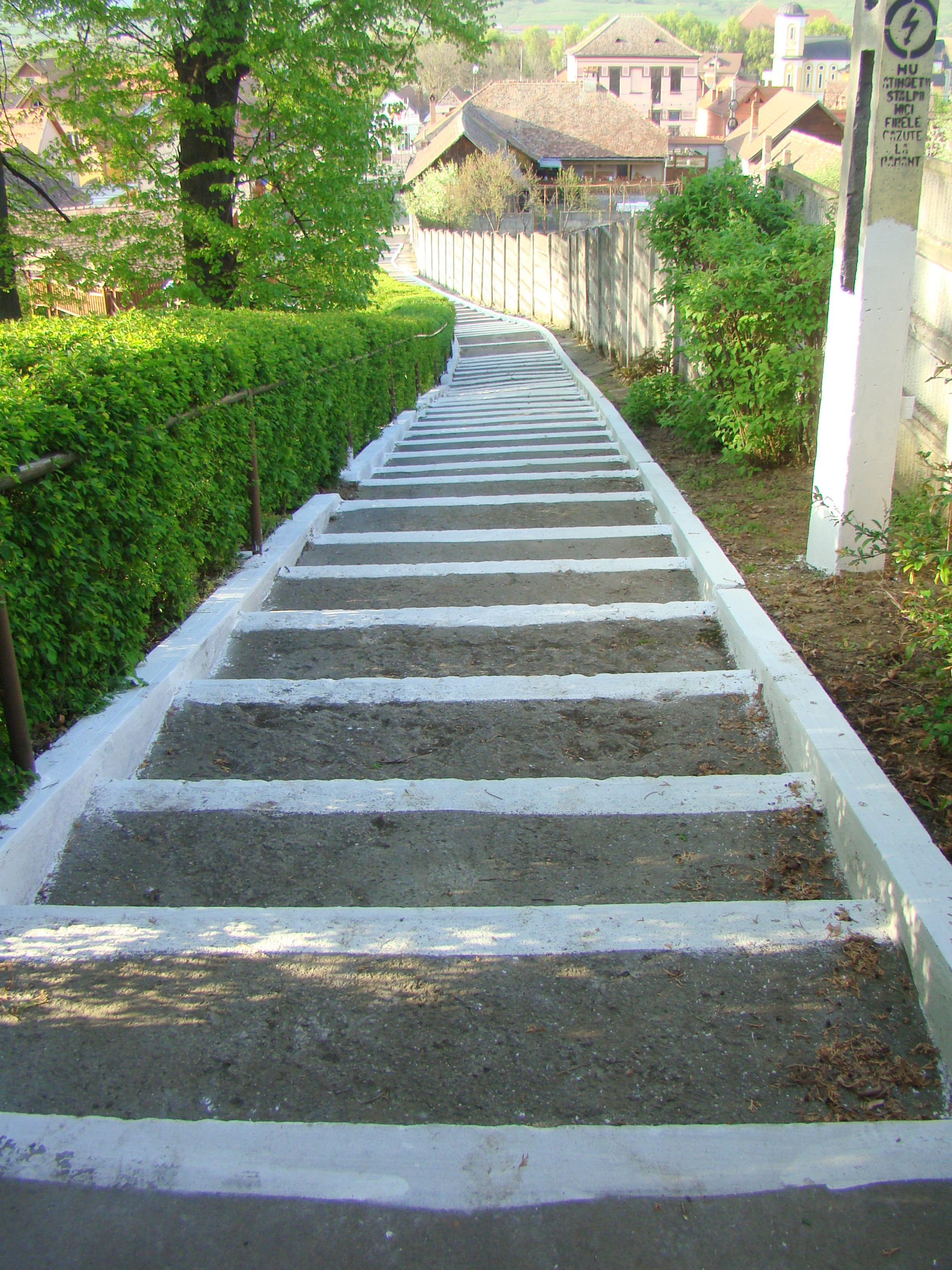
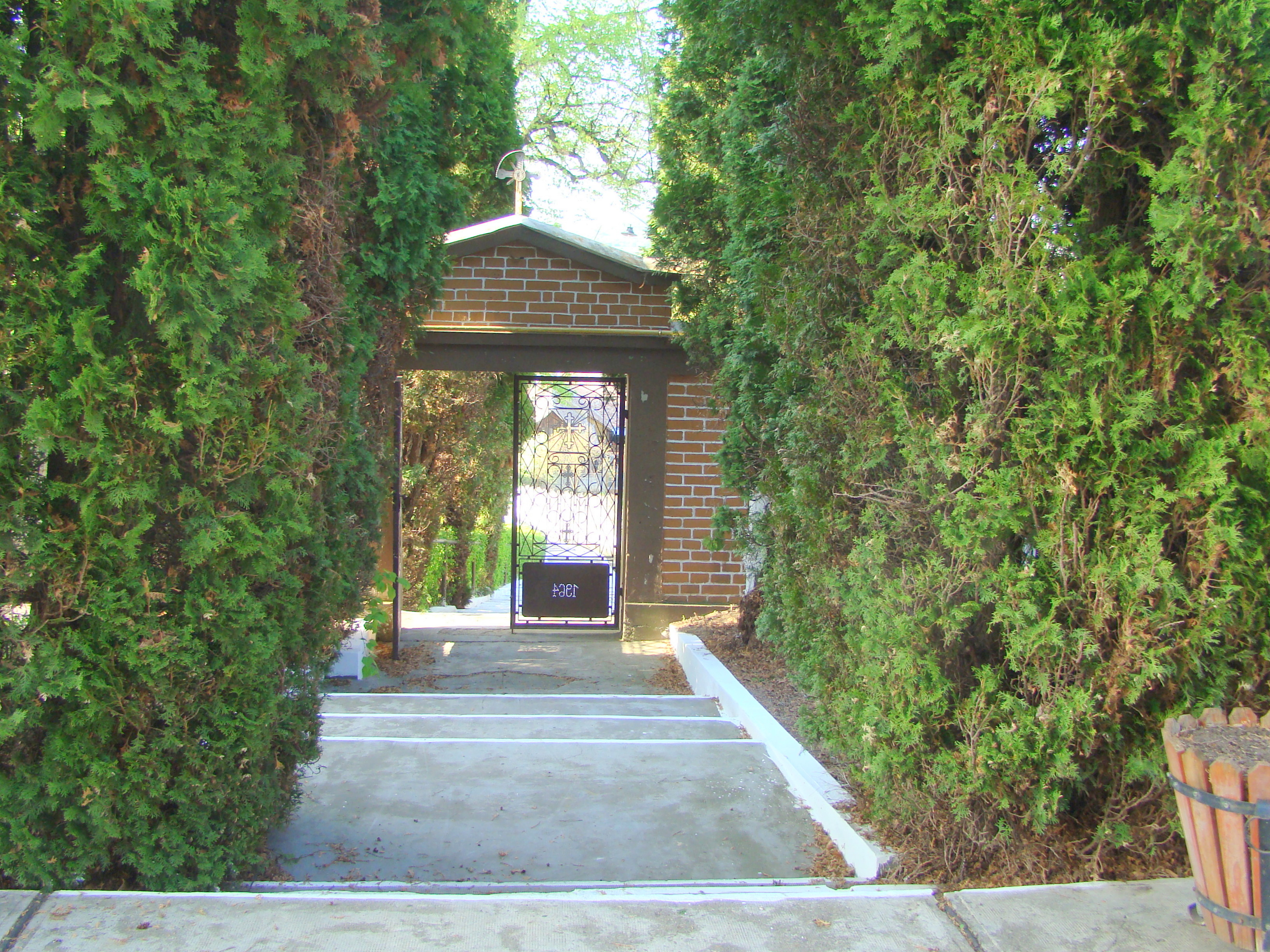

F